# マイケル・ジャクソン 「ゴースト」
マイケル・ジャクソン 「ゴースト」は1996年に製作された短編映画。翌年の1997年にVHSとしてリリースされた。

## 解説
- マイケルはこの映画のなかで1人5役を演じている。
- ビデオはボックスセットで発売され、そのボックスの中には未発表曲のCDが入っており、CDには『オン・ザ・ライン』などが収録されている。

## 収録曲
- "2 Bad" (映画バージョン)
  - HIStory: Past, Present and Future, Book Iより収録
- "Ceiling Dance"
  - ゴースト製作時のサウンドトラック
- "Is It Scary" (映画バージョン)
  - Blood on the Dance Floor: HIStory in the Mixより収録
- "Ghosts" (映画バージョン)
  - Blood on the Dance Floor: HIStory in the Mixより収録